# Polsk rigsdag
Udtrykket "-som en polsk rigsdag" er et foragteligt udtryk om en parlamentarisk forsamling, der er ude af stand til at træffe beslutninger. 
Udtrykket henviser til det polske parlament, der i næsten 300 år – fra 1495 til 1795 – stort set var beslutningslammet på grund af en særlig polsk lov: Liberum veto. Efter den lov kunne ethvert medlem af parlamentet nedlægge veto mod ethvert lovforslag. Alt skulle således besluttes med konsensus. Hvis der ikke var opnået enighed inden seks uger, faldt lovforslaget – og samtlige andre lovforslag fremsat på pågældende rigsdag. Det medførte, at stort set intet blev vedtaget. 
I mellemkrigstiden mellem 1. og 2. verdenskrig fortsatte det polske parlaments ineffektivitet – men nu af en anden årsag. Liberum veto var afskaffet. Til gengæld fandtes der ingen spærregrænse, og parlamentet bestod af 30 partier, der var så uenige, at intet kunne besluttes.